# Buchbach (Eger)
Der Buchbach (tschechisch: Bučinský potok) ist ein rechter Nebenbach der Eger (tschechisch: Ohře) im tschechischen Teil des Kohlwalds im Fichtelgebirge. Der Bach wird auf tschechischer Seite auch Výhledský potok genannt.

## Quelle
Der Buchbach entspringt am Südwestabfall des Výhledy (deutsch: Oberkunreuthberg), der seine höchste Erhebung mit 656 m n.m. auf tschechischem Hoheitsgebiet hat. Seine Quelle ist in einem Brunnenhaus gefasst.

## Verlauf
Er fließt am Westrand des Buchwaldes in nördliche Richtung und mündet in der Talsperre Skalka bei Pomezí nad Ohří (deutsch: Mühlbach) in die Eger. Der Buchbach ist vom Buchbrunnen bis westlich der Anhöhe U Bažantnice (deutsch: Fasanerie, 568 m) Grenzbach zwischen Deutschland und Tschechien.

## Nutzung
Der Buchbach wird durch Fischerei wirtschaftlich genutzt.

## Karte
- Bayerisches Landesvermessungsamt: UK 50-13 Naturpark Fichtelgebirge – östlicher Teil, Maßstab 1:50.000 (mit Wanderwegen)